# Asalto al Hotel Las Américas
El Asalto en el Hotel Las Américas fue un episodio protagonizado por la policía boliviana el 16 de abril de 2009, en la ciudad de Santa Cruz de la Sierra. En la operación murieron tres extranjeros provenientes de Europa; la policía los identificó como terroristas mercenarios; y dos personas más fueron detenidas. De acuerdo con la policía boliviana, estas personas planeaban asesinar al Presidente de Bolivia Evo Morales y a su vicepresidente Álvaro García Linera.
Eduardo Rózsa-Flores, húngaro-boliviano; Árpád Magyarosi, húngaro-rumano; y Michael Martin Dwyer, irlandés; murieron durante el asalto. Mario Tadic, boliviano-croata; y Elod Tóásó, húngaro; fueron arrestados.

## Operación policial
El 16 de abril de 2009, a las 4.30 a. m., fuerzas de seguridad bolivianas entraron al Hotel Las Américas en la ciudad de Santa Cruz. De acuerdo con la policía, los funcionarios acudieron tras recibir reportes de que cinco extranjeros, que ocupaban dos habitaciones, portaban armas. La versión de la policía declara que cuando agentes quisieron entrar a los cuartos, fueron recibidos por disparos, iniciándose un tiroteo que se extendió por casi media hora. Ese mismo día, la policía reportó haber hallado un arsenal de explosivos y fusiles en el recinto ferial de Santa Cruz. Según algunos reportes, la operación fue ejecutada sin el permiso de un juez, lo que violaría el código de procedimiento penal boliviano.  
Los dos extranjeros arrestados fueron llevados al penal de San Pedro, en La Paz.

## Acusaciones

### Gobierno de Morales
El presidente Evo Morales, anunció al llegar a Venezuela, el 16 de abril, que la policía había desmontado una trama de la derecha para asesinarlo junto con el vicepresidente. De acuerdo con Morales, este supuesto grupo comando también era responsable de un atentado ejecutado contra la casa del Cardenal Julio Terrazas, crítico de Morales, dos días antes. El administrador del hotel ha contradicho a Morales, ya que asegura que los hombres estuvieron en sus habitaciones cuando se realizó el atentado contra Terrazas. Contrario a su costumbre, Morales esta vez no mencionó a los Estados Unidos, país que ha acusado en el pasado de intentar desestabilizar su gobierno.
El vicepresidente, Álvaro García Linera, acusó también a los dirigentes del movimiento autonomista de Santa Cruz; pero el prefecto (hoy gobernador) por el departamento de Santa Cruz, Rubén Costas, aseguró que todo el episodio fue un "burdo montaje" gubernamental, y recordó que Morales ha denunciado en el pasado atentados contra su persona sin ofrecer pruebas. Costas también resaltó la ausencia de fiscales cruceños en el asalto; y aseguró que uno de los objetivos del supuesto montaje sería desviar la atención del atentado contra el Cardenal Terrazas.
La aparición de fotografías de los cadáveres desnudos o en ropa interior han levantado sospechas sobre la veracidad del tiroteo. El largo período de tiempo que tomó retirar los cuerpos, 16 horas, y la desconexión de las cámaras de vigilancia han afianzado estas sospechas. Además, se determinó que las puertas de las habitaciones fueron dinamitadas antes de iniciarse el tiroteo. Finalmente, los grabaciones del día 14, cuando los extranjeros entraron al hotel, fueron borradas.
Un oficial irlandés declaró poco después que en unas fotografías el ciudadano irlandés Dwyer aparecía con las manos atadas, hecho que consideró muy inhabitual:

Sus manos están claramente atadas. Es algo muy inhabitual.
Dick Roche, responsable de cuestiones europeas de la Cancillería de Irlanda.

El embajador de Hungría declaró que los tres extranjeros pudieron haber sido ejecutados, alegando que la policía no les dio tiempo para reaccionar:

Voy a decir mi opinión personal, (cuando) entró la Policía, estos tres (abatidos) puede ser que quisieron reaccionar y hubieran hecho un gesto (...) pero yo creo que la Policía no les dejó dar ni un paso. Se encontraron dos partes con mucho miedo.
Matyás Jozsa, Embajador húngaro en Argentina.

Evo Morales invitó a los gobiernos húngaro, irlandés y croata a realizar investigaciones independientes en Bolivia, aunque resaltó que si estos gobiernos defienden a sus ciudadanos muertos, podría empezar a sospechar que ellos estuviesen involucrados en el supuesto complot. Por su parte, la oposición boliviana solicitó la participación de la Interpol, que ya se había ofrecido; sin embargo, Morales rechazó la solicitud de investigación internacional, alegando que la oposición no tenía moral para hacerla.
El gobierno boliviano también aseguró contar con fotografías que muestran Dwyer con funcionarios locales, aunque una semana después de las declaraciones no las había mostrado todavía. La oposición ha resaltado que estas supuestas pruebas de vínculos todavía no han sido presentadas, y que esta acusación solamente busca dañarlos en cara a las elecciones previstas para diciembre.[actualizar] Los familiares de Dwyer han negado que sea un mercenario, alegando que este no se encontraba interesado en la política.
El ministro de Gobierno boliviano, Alfredo Rada, sí mostró unas fotografías de un grupo de personas con armas de airsoft (un juego en el que se usan armas que disparan "balas" de plástico) y uniforme militar, a las que acusó de formar parte un grupo de terroristas vinculados a Rózsa. Rada también creyó identificar a Mauricio Iturri, un activista. Posteriormente se conoció que la persona en la fotografía no era Iturri, sino un aficionado del airsoft. Las personas de la fotografía, miembros del club deportivo de Air Soft de Santa Cruz, se han defendido de las acusaciones de Rada, explicando que solamente son practicantes del airsoft. A pesar de las exigencias opositoras, el ministro Rada se negó a reconocer su equivocación.
También se presentó un video de Eduardo Rózsa Flores, grabado en Hungría, donde declaró haber sido contactado por una asociación, hasta entonces desconocida, llamada el Consejo de Santa Cruz, para que regresase a Bolivia a organizar "la defensa" de este departamento. Sin embargo, en ese mismo video, Rózsa declara que no planeaba derrocar a Evo Morales, y que su intención era organizar unas "autodefensas" para hacer frente a los "grupos de choque" afectos al gobierno.
El Embajador Jozsa ha expresado sus dudas sobre la exactitud de la traducción del video, que fue realizada en Venezuela:

A mi me informaron que la declaración de Rózsa Flores no son tan contundentes, las traducciones tampoco son contundentes, algunos húngaros que residen acá en Bolivia y habían hecho un programa me llamaron indicando que hay diferencia en las traducciones. Yo no considero tan grave pero estamos viviendo en democracia como ustedes.
Matyas Jozsa, Embajador húngaro en Argentina.

Un amigo de Rózsa, el famoso Carlos "el Chacal", negó que este fuera "un sicario de la extrema derecha". Por otro lado, un periodista español, Julio César Alonso, declaró que Rózsa sí era un mercenario, y que lo investigaba desde que un colega y amigo suyo fuese supuestamente asesinado por el grupo de Rózsa durante la Guerra Croata de Independencia, en la que Rózsa luchó como voluntario en el ejército independentista. Alonso aseguró que existían videos donde Rózsa declaraba quien lo había contratado para organizar una guerra civil en Bolivia, y aunque dijo que las pruebas se harían públicas en septiembre u octubre de 2009, para finales del 2010, aún no habían sido reveladas.

### Embajada estadounidense en Bolivia
De acuerdo con WikiLeaks, en un cable de la embajada estadounidense en Bolivia, enviado en mayo de 2009, un informante, cuyo nombre no fue revelado, aseguró a autoridades norteamericanas que el propio gobierno de Evo Morales, bajo la figura del entonces jefe de inteligencia de la policía coronel Jorge Santiesteban, había contactado a Rózsa, con el objetivo de tender una trampa a grupos separatistas y a los principales líderes regionales. Aunque de acuerdo con el cable la embajada estadounidense en Bolivia no tenía forma de corroborar la historia, le da credibilidad basándose en la trayectoria y posición política del informante, quien supuestamente suministró fotografías de los dos sospechosos sobrevivientes, que presentaban señales evidentes de tortura. En el cable se asegura que las armas habrían sido plantadas por la policía, quienes incluso olvidaron remover los seguros. El informe concluye que el gobierno de Morales intentará culpar a Estados Unidos de este incidente, y resalta que el fiscal general boliviano había anunciado la existencia de correos electrónicos que vinculaban a Rósza con la CIA. El supuesto cable diplomático estadounidense concluye:

...pasarán muchos meses antes de que se sepa toda la verdad de este caso. Si es que alguna vez llega a saberse.
WikiLeaks: cable de la embajada estadounidense en Bolivia

El ministro de Interior boliviano, Sacha Llorenti, calificó esta información como "chismografía", resaltó el hecho de que en el propio cable se reconoce que el "rumor" no pudo ser verificado, y anunció que se convocaría al encargado de negocios estadounidense en La Paz para pedirle explicaciones.

## Investigaciones de los familiares
Las respectivas familias del húngaro Árpád Magyarosi y el irlandés Michael Dwyer solicitaron la repatriación de sus cuerpos, y una vez en su poder, solicitaron la realización de nuevas autopsias.
En el caso de Dwyer, una patóloga forense oficial realizó la autopsia y la comparó con la realizada en Bolivia. La patóloga contradijo el informe boliviano, que aseguraba que Dwyer había muerto al recibir seis disparos. De acuerdo con la funcionaria irlandesa, Dwyer recibió una sola bala, que atravesó su corazón, con una trayectoria descendente, lo que podría indicar que se encontraba sentado en la cama al momento de su muerte. Además, no pudo encontrar evidencia que sugiriese que Dwyer llegó a disparar un arma.
En el caso de Magyarosi, además del análisis forense, la familia solicitó a un oficial de fuerzas especiales de la policía húngara que realizara un examen balístico. De acuerdo con los resultados, divulgados por la misma familia, Magyarosi recibió siete disparos, ninguno de los cuales era mortal, pero falleció ahogado por su sangre una media hora después de haberlos recibido, contradiciendo la versión oficial, que indicaba que murió desangrado. El informe asegura que Magyarosi estaba protegiéndose el rostro, con los brazos en forma de cruz, cuando recibió los primeros tres disparos. Los últimos cuatro tiros los recibió cuando estaba de espaldas en el piso. Al igual que con Dwyer, no se encontraron químicos que indicasen que había disparado armas de fuego.
En octubre de 2009, el embajador de Reino Unido en Bolivia, Nigel Baker, solicitó que los informes realizados en Europa fuesen tomados en cuenta en la investigación boliviana, asegurando que la misma tenía "demasiados puntos dudosos" y que en ese momento no se había "aclarado nada". Sin embargo, poco después fue aclarado que Baker no realizó estas declaraciones a nombre del Reino Unido o la Unión Europea.
No obstante, el presidente Evo Morales reaccionó declarando que si bien las naciones europeas tenían derecho a defender a sus ciudadanos, también tenían responsabilidades con Bolivia:

No vamos a ocultarnos, no vamos a escaparnos y nosotros quisiéramos también, si son embajadores de la Unión Europea, que expliquen por qué mandan a esta clase de delincuentes que tienen mucha experiencia en acciones separatistas.
Evo Morales, en respuesta a las declaraciones de Nigel Baker, embajador británico.

El vicepresidente boliviano, Álvaro García Linera, reaccionó afirmando que los gobiernos de Hungría e Irlanda deberían pedir disculpas a Bolivia por los supuestos crímenes de sus ciudadanos, y también desestimó el informe húngaro, aclarando que esos resultados no se sobreponían a los obtenidos en la autopsia boliviana. El fiscal encargado del caso concordó con el vicepresidente, e informó que se seguirían utilizando los resultados bolivianos en el proceso.

## Consecuencias
Días después del asalto, el gobierno central envió cientos de soldados a Santa Cruz, argumentando que van a realizar tareas de control preventivo. Además, Morales emitió un decreto que permite expropiar la propiedad privada de los sospechosos de terrorismo. De acuerdo con su propio gobierno, los principales objetivos de este decreto serían Rubén Costas y Branko Marinkovic, opositores a Morales, quienes han sido acusados por el presidente de haber financiado a Rósza. Costas y Marinkovic han negado estas acusaciones, alegando que el objetivo de las mismas es neutralizarlos como líderes políticos. El gobernador cruceño Costas ha asegurado que el objetivo de estas acusaciones es:

...aterrorizar y asustar a los contendientes (de las elecciones presidenciales en diciembre) para poder jugar el juego solo.
Rubén Costas, respecto a las acusaciones en su contra.

Tras los sucesos el gobierno conformó una comisión parlamentaria especial para investigar los presuntos delitos de terrorismo. 
Numerosos testigos han sido citados a declarar, uno de los principales es Ignacio Villa Vargas, chófer de los supuestos mercenarios, más conocido como "El Viejo". De acuerdo con Vargas, existió un núcleo de financiadores de la presunta célula terrorista, la cual estaría formada por empresarios y activistas políticos del departamento de Santa Cruz.
El 13 de junio, la fiscalía boliviana ordenó la captura de siete personas que no se presentaron a declarar en el caso. Dos de los mencionados trabajaron en la principal compañía telefónica de la región de Santa Cruz, que en la actualidad se encuentra bajo el riesgo de ser nacionalizada. Las principales pruebas contra estas personas son conversaciones de "chat" obtenidas de una computadora conseguida en el asalto al Hotel Las Américas, y fotografías de los supuestos mercenarios contando dinero. Varios de los supuestos implicados huyeron entonces de Bolivia, pero el presidente se ha declarado dispuesto a llevarlos ante la justicia militar, acusándolos de ser separatistas.
El 17 de diciembre de 2010, la fiscalía boliviana presentó una denuncia formal contra 39 personas por estar supuestamente involucradas en este caso. Pablo Costas Aguilera, hermano del gobernador opositor Rubén Costas, es el principal implicado por el fiscal encargado.

## Gobierno de Añez
El de 6 de febrero de 2020, el ministro de Gobierno Arturo Murillo, llevaría a juicio a los que "montaron" el caso sobre el supuesto complot para matar a Morales. La Fiscalía de Bolivia retiró días antes su acusación en el caso, lo que propició el cierre la causa, que comenzó hace once años.